# Темп-СУМЗ
«Темп-СУМЗ» — российский мужской баскетбольный клуб из Ревды. Выступает в Суперлиге и Кубке России.

## История
Баскетбольный клуб «Темп-СУМЗ» основан в 1999 году на базе заводской команды ОАО «СУМЗ» («Среднеуральский медеплавильный завод») и спорткомплекса «Темп», являющегося главным социально-значимым спортивной объектом для заводчан.
В сезоне 1999/2000 команда играла в 1 лиге Чемпионата России по баскетболу среди мужских команд, заняв 2 место, завоевала право выступать в высшей лиге.
В сезоне 2000/2001 команда заняла 14 место из 16 клубов. А уже на следующий сезон 2001/2002, заняв 2 место, завоевала право участвовать в переходных играх в суперлиге дивизиона «Б».
В сезоне 2015/2016 команда переименована в «Темп-СУМЗ-УГМК». Так клуб обозначил одного из своих спонсоров — Уральскую горно-металлургическую компанию. В Кубке России команда вышла в «Финал четырёх», где в полуфинале уступила хозяевам турнира — пермскому клубу «Парма» (63:80). За бронзовые медали турнира ревдинцы боролись с «Самарой», и, обыграв эту команду со счетом 69:47, впервые в истории завоевали медали Кубка России.
Ревдинцы не остановились на достигнутом и завоевали в этом сезоне еще один комплект медалей, став серебряными призёрами Суперлиги-1 дивизион.
В сезоне 2016/2017 «Темп-СУМЗ-УГМК» вновь вышел в «Финал четырёх» Кубка России, обыграв клубы «Химки-Подмосковье» и «Самара». Борьба за Кубок проходила в феврале в Екатеринбурге. Завоевать медали состязаний ревдинцам в этот раз не удалось. Проиграв в полуфинале «Сахалину» (75:87), ревдинские баскетболисты вступили в борьбу за «бронзу» с пермским клубом «Парма». Сдерживая натиск пермяков в первой половине игры, во второй хозяева турнира позволили соперникам вырваться вперёд, и подняться на третью ступень пьедестала почета. Матч завершился со счетом 66:55.
В 2023 году клуб вновь переименовался в «Темп-СУМЗ», исключив аббревиатуру УГМК — из-за включения металлургического холдинга в санкционный список Европы.

## Достижения
Суперлига
- Чемпион: 2024/2025
- Серебряный призёр: 2015/2016
- Бронзовый призёр (5): 2017/2018, 2018/2019, 2020/2021, 2021/2022, 2023/2024

Кубок России
- Обладатель: 2020/2021
- Серебряный призёр (2): 2019/2020, 2021/2022
- Бронзовый призёр: 2015/2016

## Капитаны команды
- 2015—2016 —  Олег Бартунов
- 2016—2017 —  Антон Глазунов
- 2017—2018 —  Александр Варнаков[1]

## Результаты команды в Суперлиге
- 2002/03 — 9 место
- 2003/04 — 10 место
- 2004/05 — 9 место
- 2005/06 — 11 место
- 2006/07 — 8 место
- 2007/08 — 7 место
- 2008/09 — 4 место
- 2009/10 — 6 место
- 2010/11 — 4 место
- 2011/12 — 6 место
- 2012/13 — 9 место
- 2013/14 — 11 место
- 2014/15 — 6 место
- 2015/16 — 2 место
- 2016/17 — 7 место
- 2017/18 — 3 место
- 2018/19 — 3 место
- 2019/20 — 5 место
- 2020/21 — 3 место
- 2021/22 — 3 место
- 2022/23 — 4 место
- 2023/24 — 3 место
- 2024/25 — 1 место

## Текущий состав
| \| Поз. \| № \| Гражд. \| Имя \| Дата рождения (возраст) \| Рост \| Вес \| Звание \| \| ---- \| -- \| ------ \| ----------------- \| ------------------------- \| ------ \| ------ \| ------ \| \| РЗ \| 5 \| \| Максим Хозяшев \| 4 марта 1998 (27 лет) \| 179 см \| 78 кг \| \| \| АЗ \| 8 \| \| Иван Евстигнеев \| 26 марта 1999 (26 лет) \| 194 см \| 90 кг \| \| \| АЗ \| 9 \| \| Иван Макаров \| 14 сентября 2003 (21 год) \| 196 см \| 94 кг \| \| \| РЗ \| 10 \| \| Владислав Ильинов \| 8 сентября 1999 (25 лет) \| 180 см \| 80 кг \| \| \| ЛФ \| 11 \| \| Денис Левшин \| 7 декабря 1993 (31 год) \| 202 см \| 97 кг \| \| \| РЗ \| 13 \| \| Кирилл Крылов \| 23 февраля 2002 (23 года) \| 196 см \| 92 кг \| \| \| Ц \| 14 \| \| Сергей Клюев \| 13 мая 1998 (27 лет) \| 210 см \| 98 кг \| \| \| ЛФ \| 23 \| \| Артём Востриков \| 6 апреля 1996 (29 лет) \| 198 см \| 96 кг \| \| \| АЗ \| 24 \| \| Максим Кондаков \| 16 июля 1995 (30 лет) \| 185 см \| 87 кг \| \| \| ТФ \| 27 \| \| Андрей Малинин \| 30 мая 2002 (23 года) \| 206 см \| 104 кг \| \| \| ТФ \| 42 \| \| Никита Иванов \| 31 октября 1991 (33 года) \| 205 см \| 113 кг \| \| \| ТФ \| 99 \| \| Даниил Зиборов \| 30 ноября 1999 (25 лет) \| 205 см \| 103 кг \| \| | Главный тренер - Алексей Лобанов Ассистенты тренера - Сергей Евграфов Легенда - (К) — Капитан команды Последнее изменение: 30 июня 2025 года |             |                   |                           |        |        |        |
| Поз. | № | Гражд.      | Имя               | Дата рождения (возраст)   | Рост   | Вес    | Звание |
| РЗ | 5 | Флаг России | Максим Хозяшев    | 4 марта 1998 (27 лет)     | 179 см | 78 кг  |        |
| АЗ | 8 | Флаг России | Иван Евстигнеев   | 26 марта 1999 (26 лет)    | 194 см | 90 кг  |        |
| АЗ | 9 | Флаг России | Иван Макаров      | 14 сентября 2003 (21 год) | 196 см | 94 кг  |        |
| РЗ | 10 | Флаг России | Владислав Ильинов | 8 сентября 1999 (25 лет)  | 180 см | 80 кг  |        |
| ЛФ | 11 | Флаг России | Денис Левшин      | 7 декабря 1993 (31 год)   | 202 см | 97 кг  |        |
| РЗ | 13 | Флаг России | Кирилл Крылов     | 23 февраля 2002 (23 года) | 196 см | 92 кг  |        |
| Ц | 14 | Флаг России | Сергей Клюев      | 13 мая 1998 (27 лет)      | 210 см | 98 кг  |        |
| ЛФ | 23 | Флаг России | Артём Востриков   | 6 апреля 1996 (29 лет)    | 198 см | 96 кг  |        |
| АЗ | 24 | Флаг России | Максим Кондаков   | 16 июля 1995 (30 лет)     | 185 см | 87 кг  |        |
| ТФ | 27 | Флаг России | Андрей Малинин    | 30 мая 2002 (23 года)     | 206 см | 104 кг |        |
| ТФ | 42 | Флаг России | Никита Иванов     | 31 октября 1991 (33 года) | 205 см | 113 кг |        |
| ТФ | 99 | Флаг России | Даниил Зиборов    | 30 ноября 1999 (25 лет)   | 205 см | 103 кг |        |